# Retroperitoneum

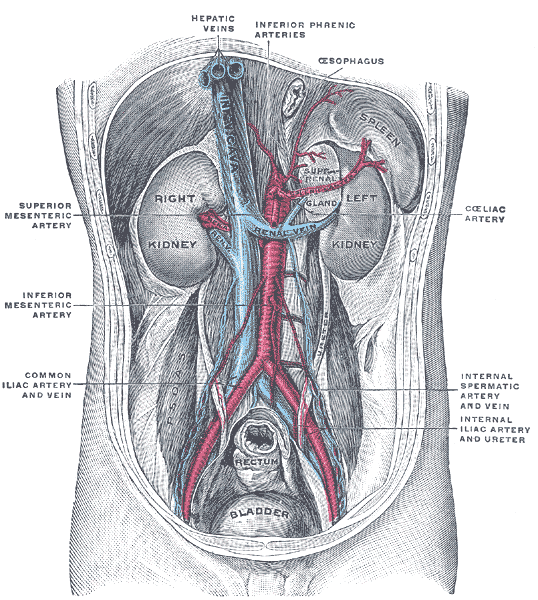
Az ember retroperitoneuma előlnézetben. (A patkóbél és a hasnyálmirigy eltávolítva)

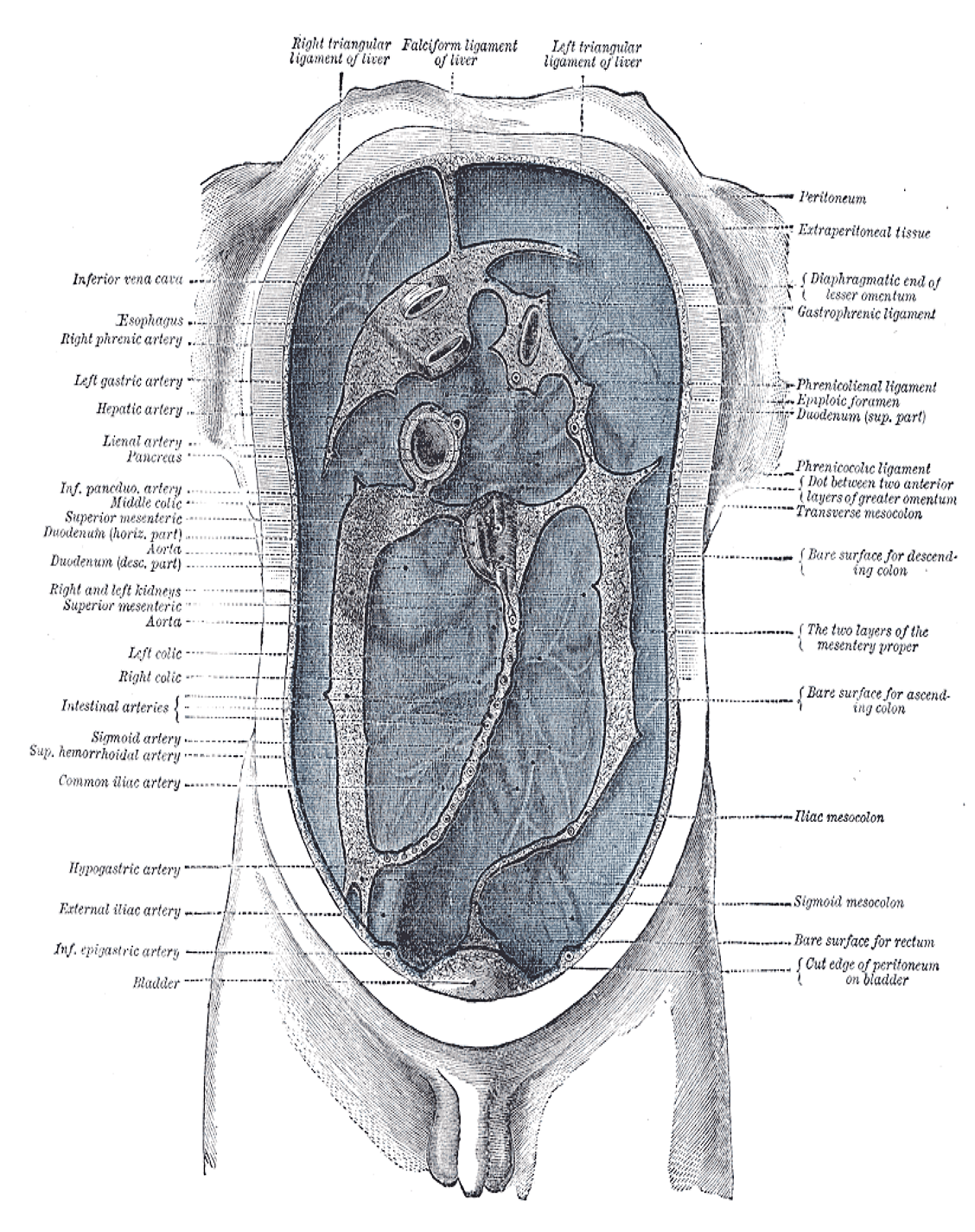
A hashártya hátsó fali lemeze. Mögötte helyezkedik el a retroperitoneum

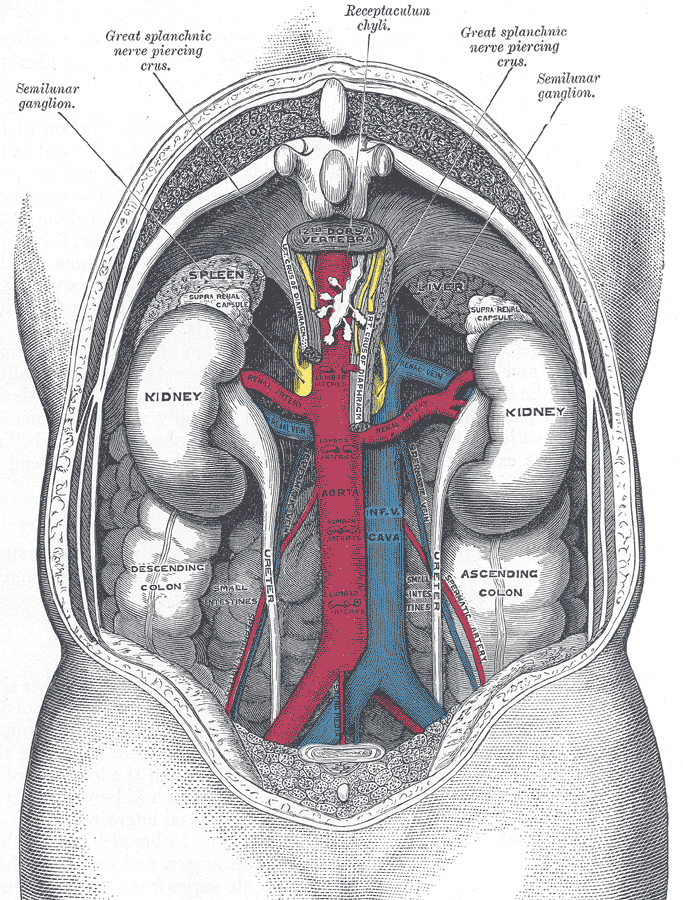
A hashártya mögötti (retroperitonealis) tér (hátulról feltárva!)

A retroperitoneum a hasüreg mögött elhelyezkedő, kötőszövettel bélelt tér, amely a hashártya (peritoneum) hátsó fali lemeze és a hátulsó hasfal belső felszíne között helyezkedik el.
Felső határa a rekeszizom; lefelé folytonos a kismedence retroperitoneális, majd infraperitoneális (hashártya alatti) terével. Az infraperitoneális teret elölről a lágyékszalag (ligamentum inguinale) határolja. A retroperitoneum oldalsó határát a hashártya fali lemeze (peritoneum parietale) és a fascia tranversalis szorosan egymáshoz fekvő része adja.

## Retroperitoneális szervek
A retroperitoneum kötőszövetes terében elhelyezkedő szerveknek legfeljebb csak az elülső felszínük rendelkezik hashártyaborítással. Hasonlóképpen, az infraperitoneális (kismedencei) szerveket felülről határol(hat)ja a peritoneum. Ezekkel szemben az intraperitoneális szervek felületének legnagyobb részét hashártya borítja. (Az intra–retroperitoneális szervek részben intra-, részben pedig retroperitoneálisak.)

### Elsődleges retroperitoneális szervek
- mellékvese (glandula suprarenalis)
- vese (ren)
- húgyvezeték (ureter)
- nagyerek:
  - az aorta hasi szakasza (aorta abdominalis) és ágai
  - az alsó nagy véna (vena cava inferior) és ágai
- a lágyéki nyirokcsomók és nyirokerek láncolata (truncus lumbalis), mely a cisterna chylibe nyílik
- a szimpatikus dúclánc (truncus sympathicus) hasi szakasza

### Másodlagos retroperitoneális szervek
Ezek fejlődésük során a retroperitoneumba kerültek:
- patkóbél leszálló szára (pars descendens duodeni)
- patkóbél alsó haránt szára (pars transversa duodeni inferior)
- hasnyálmirigy (pancreas)
- részben a felszálló vastagbél (colon ascendens)
- a leszálló vastagbél (colon descendens) és a végbél (rectum) középső egyharmada.

### Infraperitoneális szervek
Ezek a kismedencében (pelvis minor), a hashártya alatt helyezkednek el:
- húgyhólyag (vesica urinaria)
- méh (uterus)
- a méh két oldalán lévő kötőszövetes tér (parametrium) képletei
- a végbél (rectum) alsó egyharmada.

## A retroperitoneum betegségei
Retroperitoneális fibrózis; (Ormond-kór):
A retroperitoneális kötőszövet ismeretlen eredetű megbetegedése, amely a retroperitoneum zsugorodását, hegesedését okozza. A húgyvezetékeket (ureter) is involválva elzáródást okoz.